# Шереметов, Федор Валерьевич
Фёдор Вале́рьевич Шереме́тов (род. 12 января 1996, Москва, Россия) — российский футболист, полузащитник.

## Карьера
Воспитанник московского «Торпедо». Начинал карьеру в 2015 году в клубе «Домодедово». В 2017 году подписал контракт с «Афипсом». Сезон 2017/18 году провёл в «Урожае» и «Велесе». Летом 2019 года пополнил ряды ставропольского «Динамо», однако, во время зимней паузы покинул команду и в январе 2020 года подписал контракт с киргизским клубом «Дордой». В элитном дивизионе дебютировал 6 марта в матче против «Нефтчи» из Кочкор-Аты (2:1). В 2021 году перешёл в дзержинский «Химик», в котором завершил карьеру.

## Достижения
- Чемпион Кыргызстана: 2020
- Серебряный призёр зоны «Юг» Второго дивизиона России: 2017/18
- Бронзовый призёр зоны «Запад» Второго дивизиона России: 2018/19